# 葛克信
葛克信（1906年1月4日—1976年7月24日）。江蘇省如皋縣北運鹽河油坊頭鎮人（今屬海安縣）。民國37年（1948年）在江蘇省第四選區當選第一屆立法委員。

## 生平[1]
幼年在如皋城裡第一高等小學校（後改為如皋師範附屬小學）讀書，後考入如皋縣立中學。畢業後，入上海大學，學習期滿，成績優異，獲得「文學士」學位。經同學介紹加入中國國民黨，被分配到漢口市黨部任秘書。不久，回如皋與沙毓奇女士結婚。1927年，國共兩黨分裂。葛克信夫婦返回江蘇，後在中國國民黨江蘇省黨部任科長及江蘇省民政廳視察委員。1936年，由省政府委任到儀征縣任縣長，儀征失守前，改任中國國民黨上海市黨部執行委員。抗戰勝利後，任上海市政府參事，上海市社會局局長等職。1947年，當選為立法院立法委員，沙毓奇被選為國民大會代表。1949年逃往香港，在香港擔任《文匯報》編輯和大學教授。1949年4月，由香港返回江蘇投奔人民政府，上海市人民政府委為《文匯報》管理部副主任兼文匯印刷廠廠長，被選為中國國民黨革命委員會中央團結委員，兼民革上海市委員。1957年反右運動中，被定為「右派分子」。1968年「清理階級隊伍」開始，被單位「造反派」揪到《文匯報》社，隔離審查。解除隔離後於1976年7月24日逝世，骨灰安放在上海龍華革命公墓革命幹部骨灰室。

## 家庭
葛克信夫婦生有三子一女
- 長子鎮生，生於鎮江，幼年在如皋師範附屬小學讀書，上海大學畢業後
- 女兒如生，生於如皋，大專畢業，分配在山東工作
- 次子漢生，生於漢口，後改為漢升，畢業於上海醫科大學，留學美國，在華盛頓近郊醫院為醫師
- 三子滬生，生於上海，上海機械大學畢業，留校任教二年後赴美，在美國匹茲堡市能源科學研究院獲碩士學位，留該院任教
- 弟葛克全，留學美國，獲生物醫學博士學位，任美國美洲大學教授及國家衛生研究院顧問、政府製藥公司研究顧問、腫寤研究所顧問，是美國著名的腫瘤新藥研究專家。南京醫學院名譽教授、廣西壯族自治區醫藥研所名譽顧問
- 弟媳嚴祥英，留學美國得博士學位，美國衛生研究所主任及華盛頓醫藥學會會長